# Hugo Biolley
Pour les articles homonymes, voir Biolley.
Hugo Biolley, né le 24 mai 2001, est un homme politique français, élu en 2020, à 18 ans, à la mairie de Vinzieux en Ardèche. Il est alors le plus jeune maire de France.

## Biographie

### Enfance et formation
Hugo Biolley grandit et vit à Vinzieux, sa mère Delphine Salles Biolley est directrice d'école et son père Lionel Biolley est musicien,.
Il a un engagement citoyen, chez Makesense. Il s'engage pour "changer le village où il a grandi" et pour "pour mettre un peu d’utopie dans nos systèmes"

### Engagement politique
Dès 16 ans, Hugo Biolley effectue un stage d'assistant parlementaire, et un autre à la mairie d'Annonay, aux côtés de l'élu PS ardéchois Olivier Dussopt, futur ministre du Travail, du Plein emploi et de l'Insertion dans le gouvernement Borne. Il réalise également deux stages au parlement européen auprès de Françoise Grossetête et Sylvie Guillaume.
À 18 ans, en 2020, quand le maire de Vinzieux, Armand Vallet, décide de ne pas briguer un nouveau mandat, il se présente en indépendant à la mairie. Il remporte l'élection avec l'ambition de dynamiser la commune qui n'a plus ni commerce ni école. Parmi son équipe municipale constituée de 11 personnes, il peut compter sur sa mère, qui fait déjà partie du précédent conseil municipal . Plus de 50 ans après la fermeture du dernier commerce du village, un bar à vin et chocolat ouvre à Vinzieux en 2021,. 
Son élection attire l'attention des médias,. Il est perçu comme un représentant de "la nouvelle génération qui arrive".
Pour son premier mandat, il se fixe pour objectif de faire en sorte que son village ne soit pas un "village-dortoir" et que la mairie soit un lieu qui recrée du lien.

### Engagement citoyen
En 2024, Hugo Biolley prend la présidence de la Mission locale Ardèche Nord, après en avoir été le trésorier.
Il est également le secrétaire générale de l'association INSITE qui accompagne gratuitement les élus locaux des territoires ruraux.
Hugo Biolley est l'un des fondateurs et porte-parole du Printemps des Maires, initiative lancée en 2025 pour susciter des vocations citoyennes en vue d'avoir suffisamment de candidats aux élections municipales de 2026. Il essaye en particulier de motiver les jeunes adultes et défend l'action et l'engagement de proximité, notamment en milieu rural.
Hugo Biolley fait également partie des voix qui se mobilisent pour le droit de vote dès 16 ans.